# Robert Russ
Robert Russ, né le 8 juin 1847 à Vienne et mort le 16 mars 1922 dans la même ville, est un  peintre paysagiste autrichien. 

## Biographie
Andreas Robert Russ appartient à une famille d’artistes ; son père Franz Russ est peintre ; son frère Franz Seraph Russ est portraitiste et peintre de genre. 
Russ étudie de 1861 à 1868 à l'Académie des beaux-arts de Vienne où il est l'élève du peintre paysagiste Albert Zimmermann ; il s'y lie avec d'autres peintres paysagistes élèves de Zimmermann, Rudolf Ribarz, Eugen Jettel, Adolf Ditscheiner et Emil Jakob Schindler. Il expose régulièrement dès 1869 au Vienna Künstlerhaus et participe à la première exposition internationale d'art organisée à Munich en 1869, où il reçoit son premier grand prix. Il se confronte avec le style de Théodore Rousseau et de Narcisse Díaz de la Peña ; il est également influencé par les peintres réalistes allemands, tout en cherchant son propre style de peinture.
De 1869 à 1890, il voyage fréquemment en Italie, au Tyrol du Sud, aux Pays-Bas, en Belgique, en Allemagne, en Bohème et en Moravie. l'Italie (particulièrement le lac de Garde, Venise et Rome) et le Tyrol du Sud lui ont fourni ses principaux modèles de paysage.
Russ est associé à partir du milieu des années 1870 à différents projets de grands décors muraux peints pour des bâtiments culturels à Vienne, qui nécessitaient l'apport d'un peintre paysagiste : collection géologique de l'Université de Vienne ; Musée d'histoire naturelle de Vienne qui est inauguré en 1889 ; Burgtheater inauguré en 1888 ; une peinture murale pour le Kunsthistorisches Museum. 
Russ est rattaché au mouvement impressionniste autrichien dit Stimmungsimpressionismus (de).

## Œuvres (sélection)
- Bauernhochzeit (Noce villageoise), huile sur toile, 1867, Sankt Pölten, Niederösterreichisches Landesmuseum[6].
- Portrait de Henry Hope Crealock, huile sur carton, 1869, Londres, National Portrait Gallery[7].
- Helgoland, huile sur toile, vers 1877, Vienne, Belvedere.
- Le Palazzo Del Cammello à Venise, huile sur toile, 1882.
- Paysage avec étangs et fermes, huile sur toile, vers 1885, Vienne, Belvedere.
- Gorge et ermitage de San Romedio dans le Val di Non, huile sur toile, 1893, Vienne, Belvedere.
- Cour du château de Fürstenburg à Bergeis, huile sur toile, Vienne, Kunsthistorisches Museum.
- Porte Saint-Michel à Riva, huile sur toile, Vienne, Belvedere.

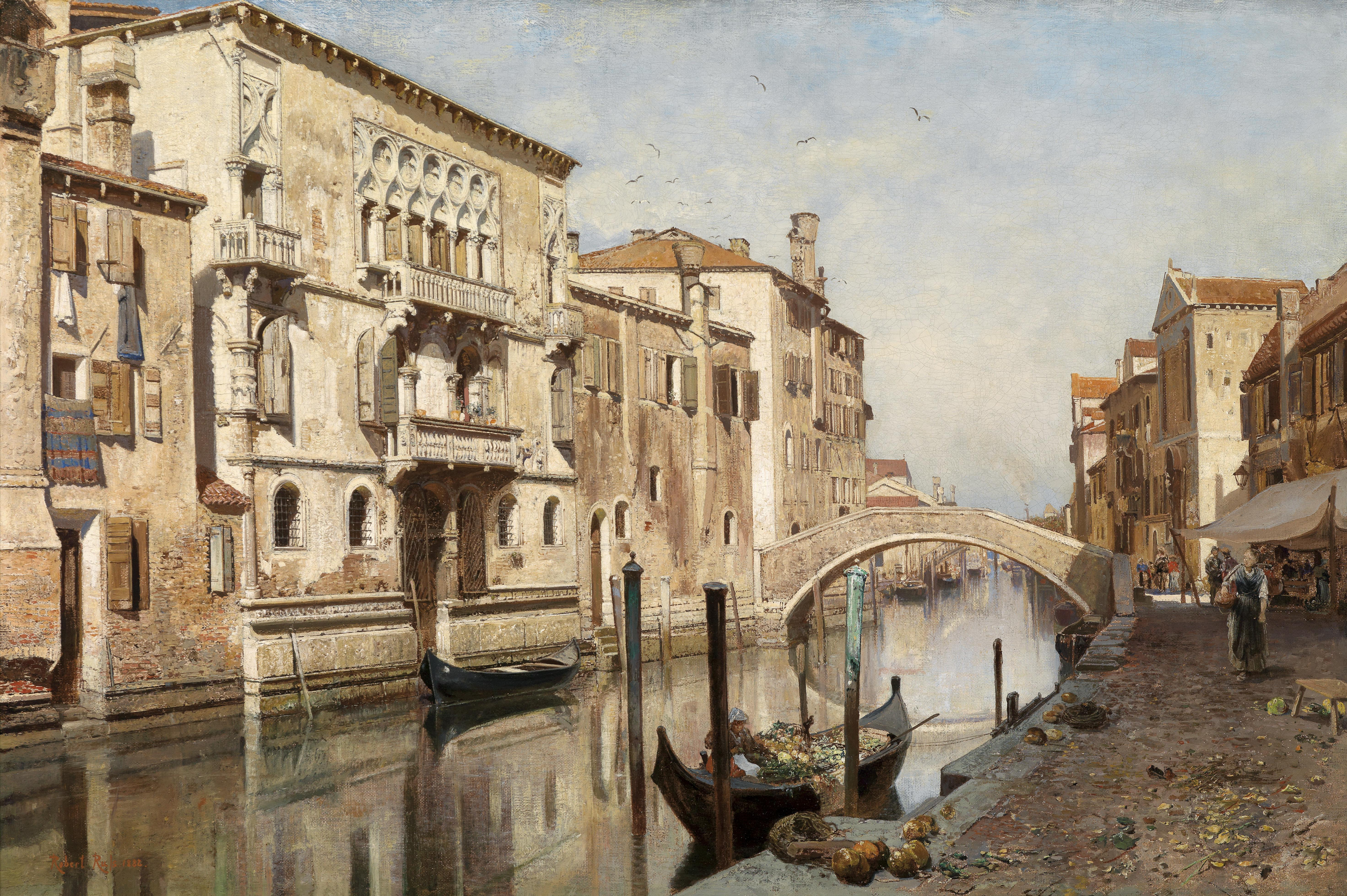
Le Palazzo Del Cammello à Venise.
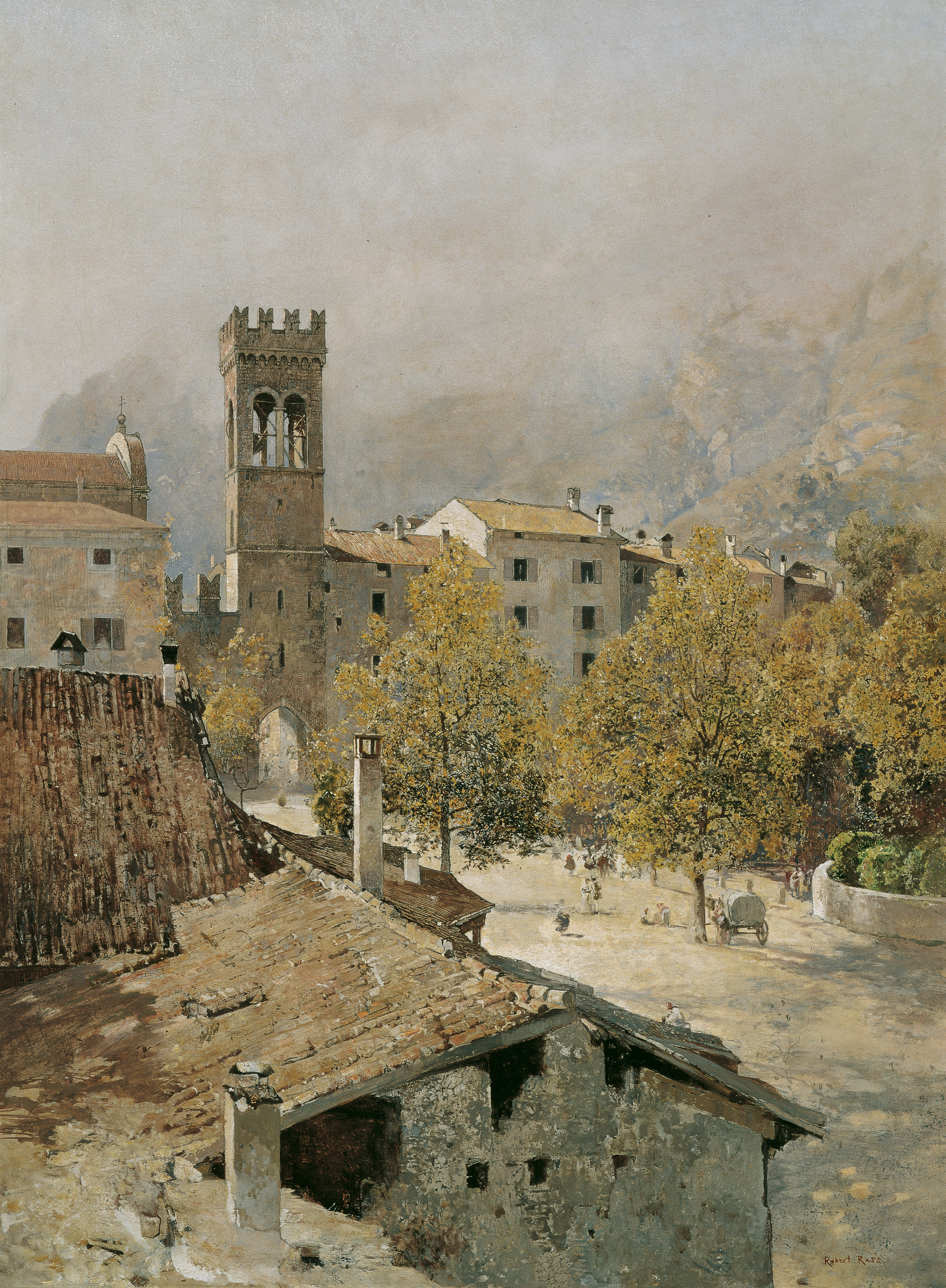
Porte Saint-Michel à Riva.
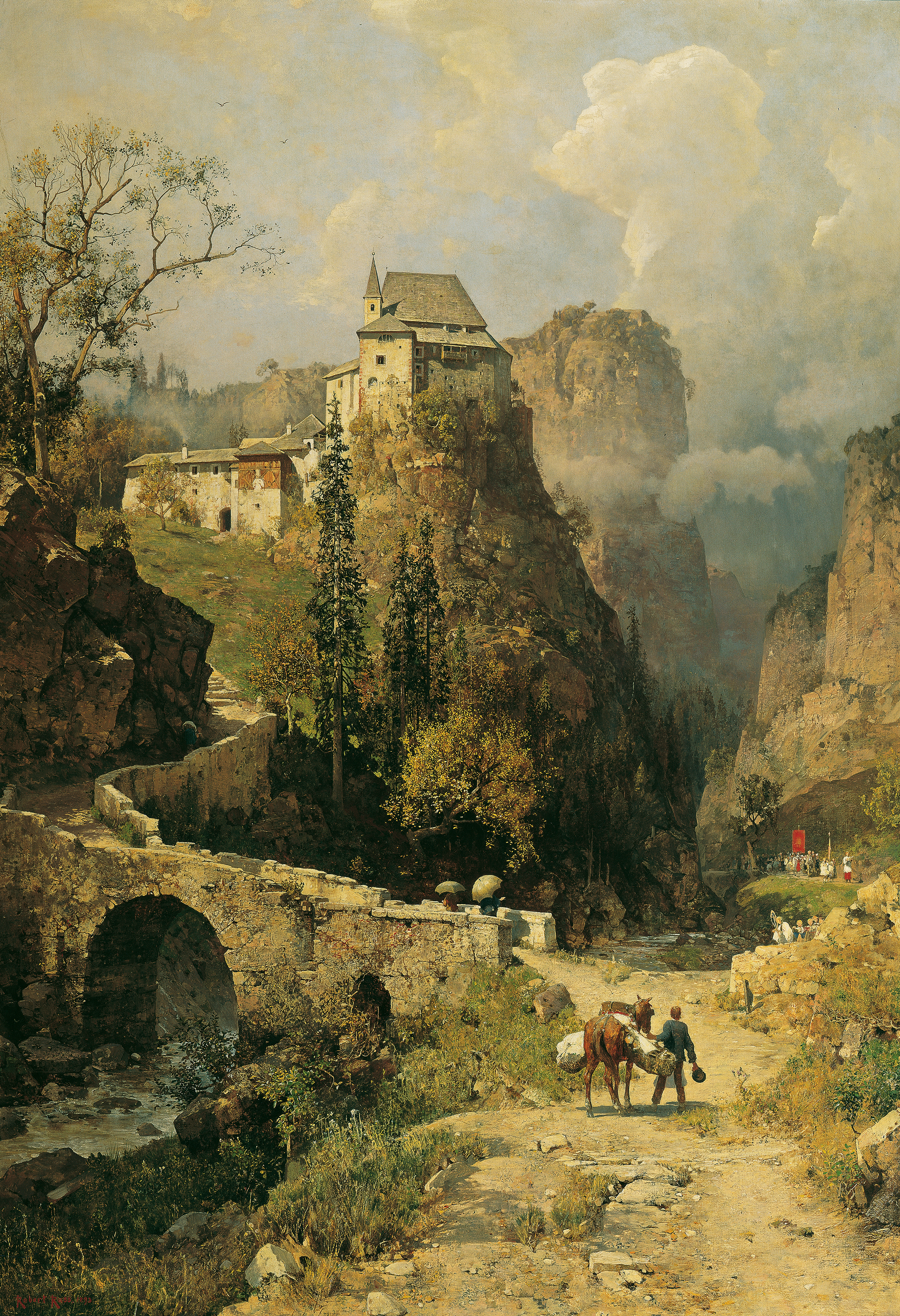
Gorge et ermitage de San Romedio dans le Val di Non.
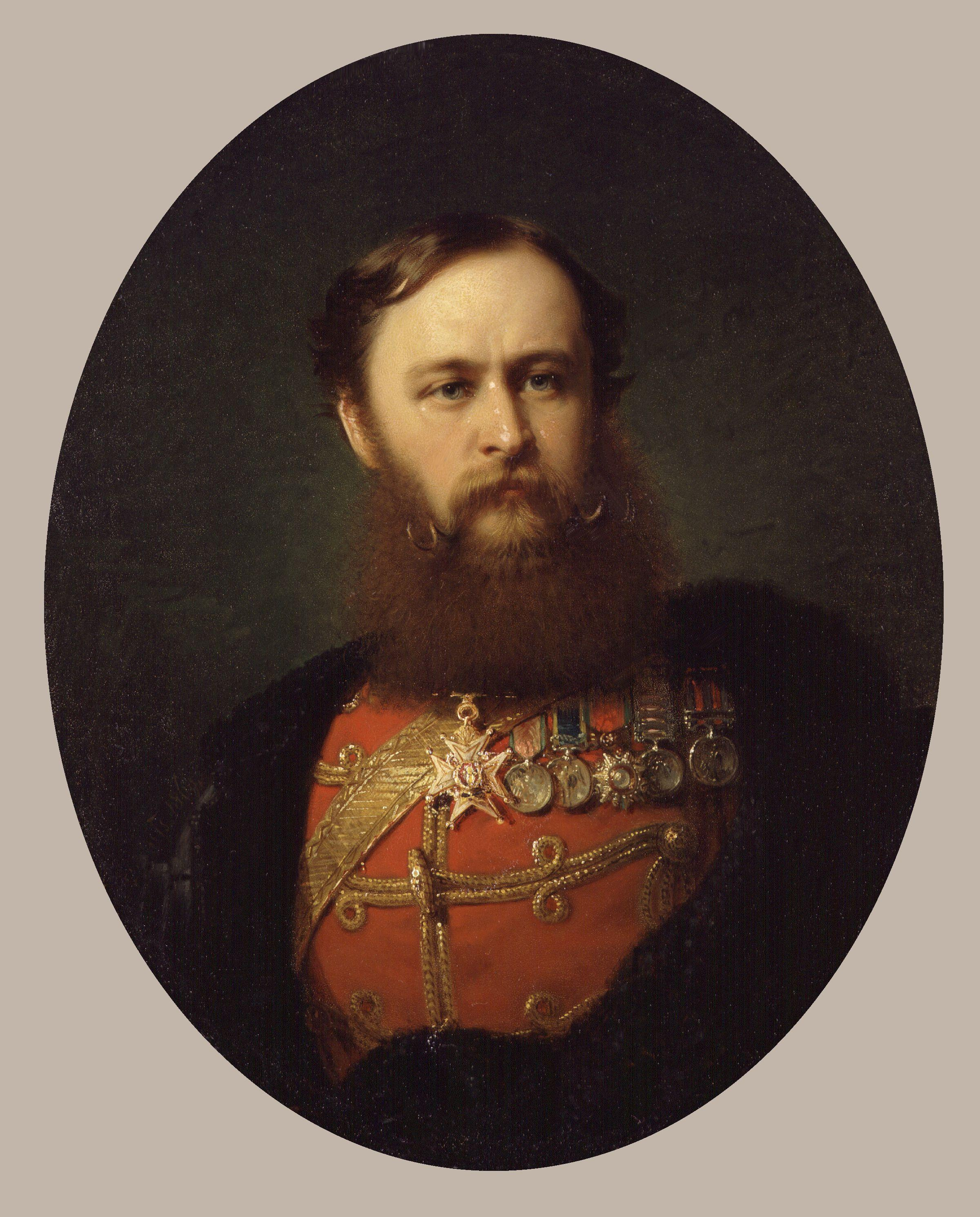
Portrait de Henry Hope Crealock.
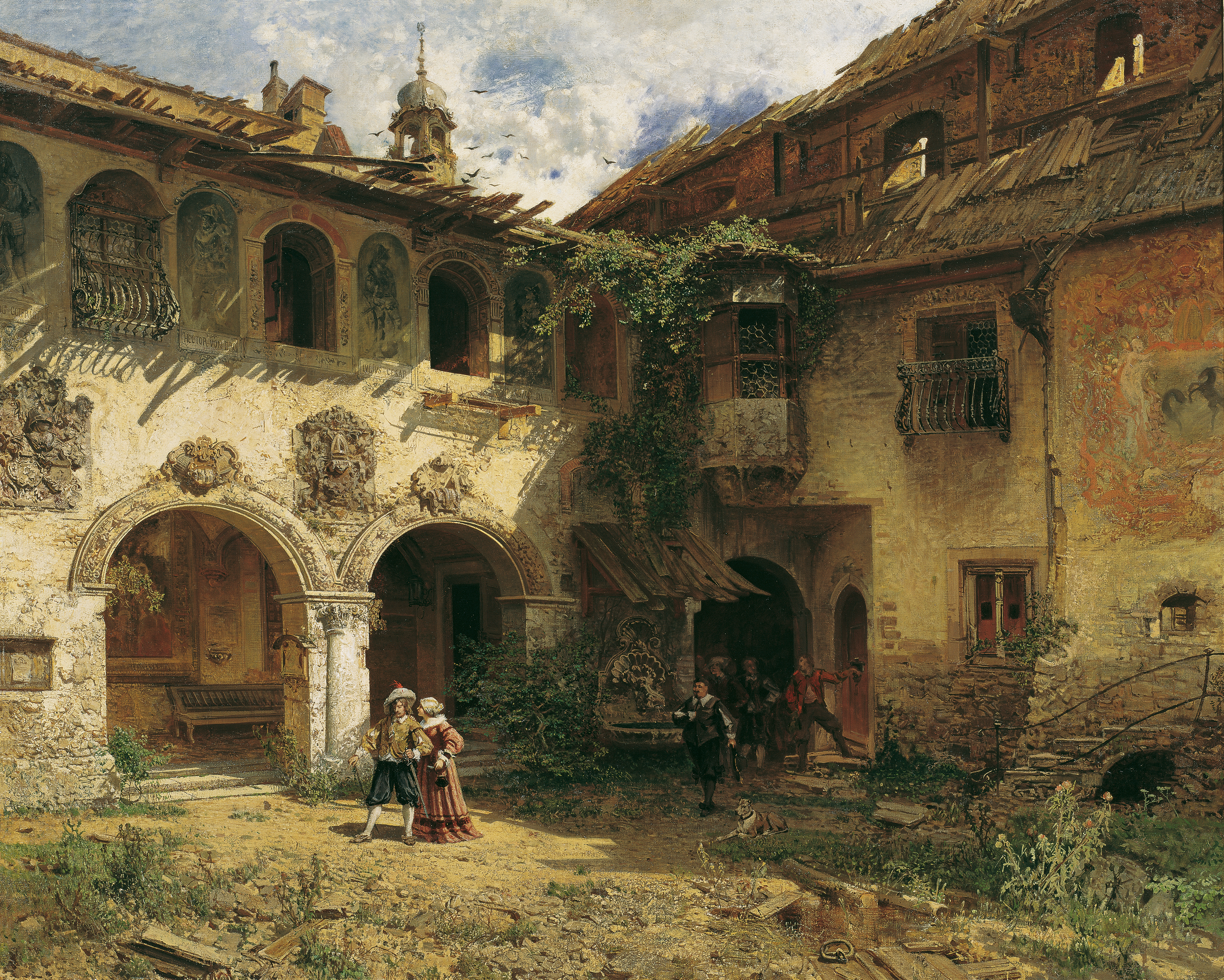
Cour du château de Fürstenburg à Bergeis.
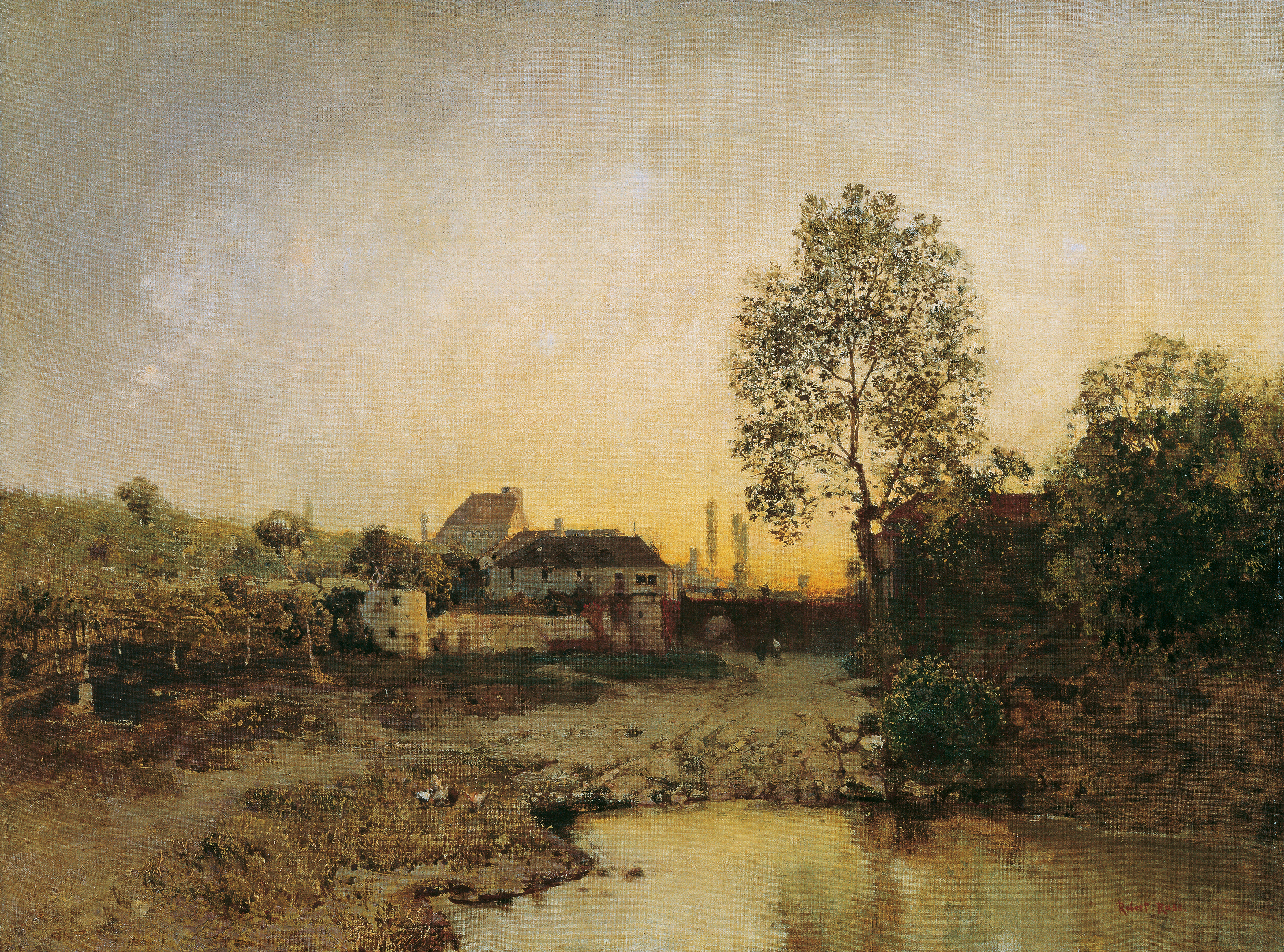
Paysage avec étangs et fermes.